# Premiership Rugby Sevens Series 2016
Die Premiership Rugby Sevens Series 2016 sind die 7. Ausgabe der Premiership Rugby Sevens Series und finden zwischen dem 15. und dem 28. August statt. Es ist die zweite Ausgabe, an der sowohl die Mannschaften der Premiership, als auch die walisischen Mannschaften der Pro12 teilnehmen. Im Finale gewann der Wasps RFC 31:28 gegen die Exeter Chiefs zum ersten Mal den Titel.

## Vorrunde

### Gruppe A
| Platz | Team                  | Siege | Unent. | Ndlg. | Ergeb. | Diff. | Bonuspunkte | Punkte |
| ----- | --------------------- | ----- | ------ | ----- | ------ | ----- | ----------- | ------ |
| 1.    | Cardiff Blues         | 3     | 0      | 0     | 63:49  | + 14  | 2           | 14     |
| 2.    | Ospreys               | 2     | 0      | 1     | 60:41  | + 19  | 2           | 10     |
| 3.    | Newport Gwent Dragons | 1     | 0      | 2     | 67:57  | + 10  | 4           | 8      |
| 4.    | Scarlets              | 0     | 0      | 3     | 29:72  | − 43  | 0           | 0      |

| 22. Juli 19:00 | Cardiff Blues | 17 : 15 | Ospreys | Cardiff Arms Park, Cardiff |
| 22. Juli 19:00 |               |         |         | Cardiff Arms Park, Cardiff |

| 22. Juli 19:25 | Scarlets | 12 :26 | Newport Gwent Dragons | Cardiff Arms Park, Cardiff |
| 22. Juli 19:25 |          |        |                       | Cardiff Arms Park, Cardiff |

| 22. Juli 19:55 | Ospreys | 21 : 19 | Newport Gwent Dragons | Cardiff Arms Park, Cardiff |
| 22. Juli 19:55 |         |         |                       | Cardiff Arms Park, Cardiff |

| 22. Juli 20:20 | Cardiff Blues | 22 : 20 | Scarlets | Cardiff Arms Park, Cardiff |
| 22. Juli 20:20 |               |         |          | Cardiff Arms Park, Cardiff |

| 22. Juli 20:50 | Ospreys | 24 : 5 | Scarlets | Cardiff Arms Park, Cardiff |
| 22. Juli 20:50 |         |        |          | Cardiff Arms Park, Cardiff |

| 22. Juli 21:15 | Cardiff Blues | 24 : 22 | Newport Gwent Dragons | Cardiff Arms Park, Cardiff |
| 22. Juli 21:15 |               |         |                       | Cardiff Arms Park, Cardiff |

### Gruppe B
| Platz | Team          | Siege | Unent. | Ndlg. | Ergeb. | Diff. | Bonuspunkte | Punkte |
| ----- | ------------- | ----- | ------ | ----- | ------ | ----- | ----------- | ------ |
| 1.    | Exeter Chiefs | 3     | 0      | 0     | 95:29  | + 66  | 3           | 15     |
| 2.    | Wasps RFC     | 2     | 0      | 1     | 77:61  | + 13  | 3           | 11     |
| 3.    | Bristol Rugby | 1     | 0      | 2     | 52:70  | − 18  | 1           | 5      |
| 4.    | Bath Rugby    | 0     | 0      | 3     | 38:102 | − 64  | 0           | 0      |

| 23. Juli 15:00 | Exeter Chiefs | 36 : 5 | Bristol Rugby | Sandy Park, Exeter |
| 23. Juli 15:00 |               |        |               | Sandy Park, Exeter |

| 23. Juli 15:25 | Wasps RFC | 36 : 21 | Bath Rugby | Sandy Park, Exeter |
| 23. Juli 15:25 |           |         |            | Sandy Park, Exeter |

| 23. Juli 15:55 | Wasps RFC | 22 : 14 | Bristol Rugby | Sandy Park, Exeter |
| 23. Juli 15:55 |           |         |               | Sandy Park, Exeter |

| 23. Juli 16:20 | Exeter Chiefs | 33 : 5 | Bath Rugby | Sandy Park, Exeter |
| 23. Juli 16:20 |               |        |            | Sandy Park, Exeter |

| 23. Juli 16:50 | Bristol Rugby | 33 : 12 | Bath Rugby | Sandy Park, Exeter |
| 23. Juli 16:50 |               |         |            | Sandy Park, Exeter |

| 23. Juli 17:15 | Exeter Chiefs | 26 : 19 | Wasps RFC | Sandy Park, Exeter |
| 23. Juli 17:15 |               |         |           | Sandy Park, Exeter |

### Gruppe C
| Platz | Team               | Siege | Unent. | Ndlg. | Ergeb. | Diff. | Bonuspunkte | Punkte |
| ----- | ------------------ | ----- | ------ | ----- | ------ | ----- | ----------- | ------ |
| 1.    | Harlequins         | 3     | 0      | 0     | 102:46 | + 56  | 3           | 15     |
| 2.    | Northampton Saints | 2     | 0      | 1     | 70:63  | + 7   | 2           | 10     |
| 3.    | Gloucester Rugby   | 1     | 0      | 2     | 53:77  | − 24  | 1           | 5      |
| 4.    | Saracens           | 0     | 0      | 3     | 53:92  | − 39  | 2           | 2      |

| 29. Juli 19:00 | Gloucester Rugby | 26 : 19 | Saracens | Franklin’s Gardens, Northampton |
| 29. Juli 19:00 |                  |         |          | Franklin’s Gardens, Northampton |

| 29. Juli 19:25 | Northampton Saints | 19 : 29 | Harlequins | Franklin’s Gardens, Northampton |
| 29. Juli 19:25 |                    |         |            | Franklin’s Gardens, Northampton |

| 29. Juli 19:55 | Gloucester Rugby | 10 : 31 | Harlequins | Franklin’s Gardens, Northampton |
| 29. Juli 19:55 |                  |         |            | Franklin’s Gardens, Northampton |

| 29. Juli 20:20 | Northampton Saints | 24 : 17 | Saracens | Franklin’s Gardens, Northampton |
| 29. Juli 20:20 |                    |         |          | Franklin’s Gardens, Northampton |

| 29. Juli 20:50 | Harlequins | 42 : 17 | Saracens | Franklin’s Gardens, Northampton |
| 29. Juli 20:50 |            |         |          | Franklin’s Gardens, Northampton |

| 29. Juli 21:15 | Northampton Saints | 27 : 17 | Gloucester Rugby | Franklin’s Gardens, Northampton |
| 29. Juli 21:15 |                    |         |                  | Franklin’s Gardens, Northampton |

### Gruppe D
| Platz | Team               | Siege | Unent. | Ndlg. | Ergeb. | Diff. | Bonuspunkte | Punkte |
| ----- | ------------------ | ----- | ------ | ----- | ------ | ----- | ----------- | ------ |
| 1.    | Newcastle Falcons  | 2     | 0      | 1     | 78:53  | + 25  | 3           | 11     |
| 2.    | Sale Sharks        | 2     | 0      | 1     | 98:38  | + 60  | 2           | 10     |
| 3.    | Worcester Warriors | 1     | 0      | 2     | 48:78  | − 30  | 3           | 7      |
| 4.    | Leicester Tigers   | 1     | 0      | 2     | 50:105 | − 55  | 1           | 5      |

| 30. Juli 15:00 | Newcastle Falcons | 31 : 12 | Sale Sharks | Kingston Park, Newcastle |
| 30. Juli 15:00 |                   |         |             | Kingston Park, Newcastle |

| 30. Juli 15:25 | Leicester Tigers | 26 : 24 | Worcester Warriors | Kingston Park, Newcastle |
| 30. Juli 15:25 |                  |         |                    | Kingston Park, Newcastle |

| 30. Juli 15:55 | Leicester Tigers | 7 : 55 | Sale Sharks | Kingston Park, Newcastle |
| 30. Juli 15:55 |                  |        |             | Kingston Park, Newcastle |

| 30. Juli 16:20 | Newcastle Falcons | 21 : 24 | Worcester Warriors | Kingston Park, Newcastle |
| 30. Juli 16:20 |                   |         |                    | Kingston Park, Newcastle |

| 30. Juli 16:50 | Sale Sharks | 31 : 0 | Worcester Warriors | Kingston Park, Newcastle |
| 30. Juli 16:50 |             |        |                    | Kingston Park, Newcastle |

| 30. Juli 17:15 | Newcastle Falcons | 26 : 17 | Leicester Tigers | Kingston Park, Newcastle |
| 30. Juli 17:15 |                   |         |                  | Kingston Park, Newcastle |

## Finalrunde
Die Spiele der Finalrunde finden alle im Ricoh Arena statt. Wie in der vorherigen Ausgabe wird es ein Viertelfinale mit Aufspaltung in Plate- und Cup-Wettbewerb geben.

### Viertelfinale
| 7. August 14:00 | Cardiff Blues | 17 : 24 | Sale Sharks | Ricoh Arena, Coventry |
| 7. August 14:00 |               |         |             | Ricoh Arena, Coventry |

| 7. August 14:25 | Exeter Chiefs | 38 : 12 | Northampton Saints | Ricoh Arena, Coventry |
| 7. August 14:25 |               |         |                    | Ricoh Arena, Coventry |

| 7. August 14:50 | Wasps RFC | 24 : 19 | Harlequins | Ricoh Arena, Coventry |
| 7. August 14:50 |           |         |            | Ricoh Arena, Coventry |

| 7. August 15:15 | Newcastle Falcons | 17 : 28 | Ospreys | Ricoh Arena, Coventry |
| 7. August 15:15 |                   |         |         | Ricoh Arena, Coventry |

### Plate
Halbfinale
| 7. August 15:40 | Cardiff Blues | 40 : 10 | Northampton Saints | Ricoh Arena, Coventry |
| 7. August 15:40 |               |         |                    | Ricoh Arena, Coventry |

| 7. August 16:30 | Harlequins | 45 : 21 | Newcastle Falcons | Ricoh Arena, Coventry |
| 7. August 16:30 |            |         |                   | Ricoh Arena, Coventry |

Finale
| 7. August 17:45 | Cardiff Blues | 28 : 22 | Harlequins | Ricoh Arena, Coventry |
| 7. August 17:45 |               |         |            | Ricoh Arena, Coventry |

### Cup
Halbfinale
| 7. August 16:05 | Sale Sharks | 21 : 26 | Exeter Chiefs | Ricoh Arena, Coventry |
| 7. August 16:05 |             |         |               | Ricoh Arena, Coventry |

| 7. August 16:55 | Wasps RFC | 24 : 14 | Ospreys | Ricoh Arena, Coventry |
| 7. August 16:55 |           |         |         | Ricoh Arena, Coventry |

Finale
| 7. August 18:10 | Exeter Chiefs | 28 : 31 | Wasps RFC | Ricoh Arena, Coventry |
| 7. August 18:10 |               |         |           | Ricoh Arena, Coventry |